# Resolutie 713 Veiligheidsraad Verenigde Naties
Resolutie 713 van de Veiligheidsraad van de Verenigde Naties werd unaniem aangenomen op 25 september 1991, en legde een wapenembargo op tegen toenmalig Joegoslavië.

## Achtergrond
In 1980 overleed de Joegoslavische leider Tito, die decennialang de bindende kracht was geweest tussen de zes deelstaten van het land. Na zijn dood kende het nationalisme een sterke opmars, en in 1991 verklaarden verschillende deelstaten zich onafhankelijk. Hierdoor ontstond een burgeroorlog met minderheden in de deelstaten die tegen onafhankelijkheid waren en met het Volksleger.

## Inhoud
De Veiligheidsraad:
- weet dat Joegoslavië de beslissing van de Veiligheidsraad om bijeen te komen verwelkomde;
- hoorde de verklaring van de Joegoslavische Minister van Buitenlandse Zaken;
- is erg bezorgd over de gevechten in Joegoslavië, die veel doden en schade veroorzaken en ook gevolgen hebben voor de buurlanden;
- is bezorgd dat de voortzetting van deze situatie de wereldvrede bedreigt;
- herinnert zich zijn verantwoordelijkheid voor de wereldvrede onder het Handvest van de Verenigde Naties;
- herinnert zich ook Hoofdstuk VIII van het Handvest;
- looft de inspanningen van de Europese Gemeenschap om de vrede te herstellen met een staakt-het-vuren, waarnemers, een conferentie en het stopzetten van wapenleveringen;
- herinnert aan de principes in het Handvest en de verklaring van de conferentie dat de verwerving van grondgebied door geweld onaanvaardbaar is;
- bemerkt het staakt-het-vuren dat op 17 september werd gesloten en op 22 september ondertekend;
- is gealarmeerd door de schendingen van het staakt-het-vuren;
- neemt nota van de brief van Oostenrijk;
- neemt ook nota van de brieven van Canada en Hongarije;
- neemt verder nota van de brieven van Nederland, Tsjechoslowakije, België, Frankrijk en het Verenigd Koninkrijk;

1. steunt de inspanningen van de Europese Gemeenschap en de deelnemers van de conferentie;
2. steunt alle genomen regelingen en maatregelen;
3. nodigt de secretaris-generaal uit zijn hulp aan te bieden;
4. dringt er bij alle partijen op aan het staakt-het-vuren na te leven;
5. doet een oproep aan alle partijen om hun geschillen vreedzaam op te lossen op de conferentie;
6. beslist dat alle landen een totaal wapenembargo moeten instellen tegen Joegoslavië;
7. roept alle landen op niets te doen dat de spanningen kan doen oplopen en de vrede kan vertragen;
8. besluit op de hoogte te blijven tot een vreedzame oplossing is bereikt.

## Verwante resoluties
- Resolutie 721 Veiligheidsraad Verenigde Naties
- Resolutie 724 Veiligheidsraad Verenigde Naties

Lijst ·  684 ·  685 ·  686 ·  687 ·  688 ·  689 ·  690 ·  691 ·  692 ·  693 ·  694 ·  695 ·  696 ·  697 ·  698 ·  699 ·  700 ·  701 ·  702 ·  703 ·  704 ·  705 ·  706 ·  707 ·  708 ·  709 ·  710 ·  711 ·  712 ·  713 ·  714 ·  715 ·  716 ·  717 ·  718 ·  719 ·  720 ·  721 ·  722 ·  723 ·  724 ·  725